# Untrue
Untrue (estilizado como UNTRUE.) es el segundo disco de future garage y dubstep del productor Burial. Fue publicado el 5 de noviembre de 2007 en el sello Hyperdub como un CD de 13 temas en formato Digipack y un doble LP con nueve canciones. El álbum marcó un importante avance en el desarrollo del sonido de Burial, siendo destacable el empleo de samples vocales sobre los que utilizó técnicas de producción como cambios tonales o pitch shifting y time stretching. Su trabajo hasta este disco había estado mucho más centrado en temas instrumentales. Fue clasificado como el tercer mejor disco de la década por Resident Advisor.

## Recepción y crítica
La respuesta inicial de la crítica a Untrue fue muy positiva. En Metacritic, que asigna una nota sobre 100 a partir de las reseñas de críticos de medios mayoritarios, el álbum recibió una nota media de 90, basada en 23 críticas.
El álbum ha recibido numerosos premios:
- Fue nombrado número 1 en la lista de los 100 Mejores Álbumes de la Década de la revista FACT;[14]
- Fue nombrado tercer mejor álbum por Resident Advisor en su lista de los Mejores Álbumes de los Años 2000;[15]
- Fue nombrado Mejor Álbum de 2007 por Sputnikmusic;
- Fue nombrado segundo mejor álbum de 2007 por The Wire;
- Alcanzó la segunda mayor puntuación en 2007, de acuerdo a la página web de medición de críticas Metacritic;[16]
- Stylus Magazine calificó el álbum como el quinto Mejor Álbum de los años 2000;[17]
- Fue clasificado en el puesto ocho en la lista de los mejores álbumes de 2007 de Tiny Mix Tapes;[18]
- Apareció en el número 10 en el Top 50 de Pitchfork Media de 2007;[19]
- Recibió una nominación al Mercury Prize en 2008, alcanzando el puesto #58 en la lista de éxitos UK album chart durante la semana de su nominación.
- Apareció en el número 41 en el Top 200 de los álbumes de los años 2000 de Pitchfork Media;[20]
- Fue nombrado por NPR como uno de los 50 Discos Más Importantes de la Década[21]
- Fue nombrado por la revista Q Magazine como uno de los tres álbumes "esenciales" de dubstep de todos los tiempos.

## Lista de canciones
1. "Untitled" - 0:46
  - Contiene un sample de la película Inland Empire de David Lynch.
  - Está compuesta en buena medida a partir de un sample de la banda sonora de Alien 3, compuesta por Elliot Goldenthal.
2. "Archangel" - 3:58
  - Contiene un sample de "One Wish" de Ray J.
  - Contiene un sample del vídeo inicial del videojuego Metal Gear Solid 2.
3. "Near Dark" - 3:54
4. "Ghost Hardware" - 4:53
  - Contiene un sample de "Beautiful" de Christina Aguilera.
  - Contiene un sample de "Turn the Page" de Bobby Valentino.
  - Contiene un sample de Metal Gear Solid.
  - Contiene un sample de la película La joven de la perla.
  - Contiene un sample del documental Metalheadz: Talkin' Headz, donde habla Andy C.
5. "Endorphin" - 2:57
  - Contiene un sample de la banda sonora de Silent Hill 3 por Akira Yamaoka y Mary Elizabeth McGlynn.
6. "Etched Headplate" - 5:59
  - Contiene un sample de "Angel" de Amanda Perez.
  - Contiene un sample de "Ready For Love" de India Arie.
  - Contiene un sample de "You Got Me" de The Roots ft. Erykah Badu.
  - Contiene un sample de las entrevistas que aparecen en los extras del DVD de Bullet Boy.
7. "In McDonalds" - 2:07
  - Contiene un sample de "I Refuse" de Aaliyah.
  - Contiene un sample de la película Bullet Boy.
8. "Untrue" - 6:16
  - Contiene un sample de una versión de "Resentment", original de Beyoncé.
  - Contiene un sample de "Whisper" de Ernie Halter.
9. "Shell of Light" - 4:40
  - Contiene un sample de "Whisper" de Ernie Halter.
10. "Dog Shelter" - 2:59
  - Contiene un sample de "Eastern" de Blackfilm.
11. "Homeless" - 5:20
  - Contiene un sample de una versión de '"Who's Lovin' You", originalmente de Smokey Robinson.
  - Contiene un sample de "Beautiful" de Christina Aguilera.
12. "UK" - 1:40
13. "Raver" - 4:59
  - Contiene un sample de "Show Me Love" de Robin S.